# Фатална породична несаница
Фатална инсомнија (или фатална несаница) је изузетно редак генетски (и још ређе, спорадични) поремећај који доводи до проблема са спавањем као свог препознатљивог симптома. Проблеми са спавањем обично почињу постепено и временом се погоршавају. Остали симптоми могу укључивати проблеме са говором, проблеме са координацијом и деменцију. Доводи до смрти у року од неколико месеци до неколико година.
Фатална породична несаница (ФПИ) је прионска болест мозга. Обично је узрокована мутацијом гена који кодира протеин PrPC. Има два облика: фатална породична несаница (ФПИ), која је аутозомно доминантна и спорадична фатална несаница (сФИ) која је последица ненаследне мутације. Дијагноза се поставља на основу симптома и може бити поткрепљена студијом спавања, ПЕТ скенирањем и генетским тестирањем ако породица пацијента има историју болести. Слично другим прионским болестима, дијагноза се може потврдити само обдукцијом мозга пост мортем.
Фатална несаница нема познати лек и укључује прогресивно погоршање несанице, што доводи до халуцинација, делиријума и конфузних стања попут деменције, све док пацијент не падне у ступор и на крају не умре. Просечно време преживљавања од појаве симптома је 18 месеци. Први забележени случај био је Италијан, који је умро у Венецији 1765. године.

## Узроци
Ген PRNP који даје упутства за прављење прионског протеина PrPC налази се на кратком (р) краку хромозома 20 на позицији р13. И људи са ФФИ и они са породичном Кројцфелд—Јакобовом болешћу (фКЈБ) носе мутацију кодона 178 гена за прионски протеин. ФФИ је такође непроменљиво повезан са присуством кодона метионина на позицији 129 мутираног алела, док је фКЈБ повезан са присуством кодона валина на тој позицији. Болест је где долази до промене аминокиселине на позицији 178 када се пронађе аспарагин (Н) уместо нормалне аспарагинске киселине (Д). Ово мора да буде праћено метионином на позицији 129.

## Симптоми
Карактеристичан симптом код ФФИ је прогресивна несаница. Несаница често почиње у средњим годинама, али се може јавити раније или касније у животу. Несаница може прво бити блага, али се онда прогресивно погоршава све док погођена особа не спава врло мало. Обично почиње изненада и може се брзо погоршати у наредних неколико месеци. Када се спава, могу се појавити живописни снови. Недостатак сна доводи до физичког и менталног погоршања, а болест на крају напредује у кому и смрт.
Болест има четири стадијума:
1. Карактерише га погоршање несанице, што доводи до напада панике, параноје и фобија. Ова фаза траје око четири месеца.
2. Халуцинације и напади панике постају приметни, који трају око пет месеци.
3. Потпуна немогућност спавања праћена је брзим губитком тежине. Ово траје око три месеца.
4. Деменција, током које особа не реагује или је нема током шест месеци, је последња фаза болести, након које следи смрт.

Остали симптоми укључују: обилно знојење, миозу (тачке зенице), изненадни улазак у менопаузу код жена или импотенцију код мушкараца, укоченост врата и повишење крвног притиска и откуцаја срца. Спорадични облик болести често се манифестује двоструким видом. Затвор је такође уобичајен. Како болест напредује, особа се заглави у стању лимба пре спавања, или хипнагогије, што је стање непосредно пре спавања код здравих особа. Током ових фаза, људи често и изнова померају своје удове као да сањају.
Старост почетка је променљива, у распону од 13 до 60 година, са просеком од 50. Болест се може открити пре почетка генетским тестирањем. Смрт се обично јавља између 6-36 месеци од почетка. Презентација болести значајно варира од особе до особе, чак и међу људима у истој породици, у спорадичном облику, на пример, проблеми са спавањем се често не пријављују, а рани симптоми су атаксија, когнитивно оштећење и двоструки вид.

## Патофизиологија
Само по себи, присуство приона узрокује смањену употребу глукозе у таламусу и благи хипометаболизам цингуларног кортекса. Обим овог симптома варира између две варијације болести, а то су оне које представљају метионин хомозиготе на кодону 129 и метионин/валин хетерозиготе који су најтежи у последњем. С обзиром на везу између учешћа таламуса у регулисању сна и будности, може се повући узрочна веза, која се често помиње као узрок.

## Дијагноза
На дијагнозу се сумња на основу симптома. Даљи рад често укључује студију спавања и ПЕТ скенирање. Потврда породичног облика је генетским тестирањем.

### Диференцијална дијагноза
Друге болести које укључују прионски протеин сисара су познате. Неки су преносиви као што су куру, говеђа спонгиформна енцефалопатија (такође позната као „болест крављег лудила“) код говеда и хронична болест исцрпљивања америчких јелена и америчких лосова у неким областима Сједињених Држава и Канаде, као и Кројцфелд—Јакобова болест (фКЈБ). До недавно се сматрало да се прионске болести преносе само директним контактом са инфицираним ткивом, као што је једење зараженог ткива, трансфузије или трансплантације. Истраживања сугеришу да се приони могу пренети аеросолима, али да општа јавност није у опасности од инфекције ваздушним путем.

## Прогноза
Слично другим прионским болестима, болест је увек фатална. Очекивани животни век се креће од седам месеци до шест година, са просечно 18 месеци.

## Третман
Лечење подразумева палијативно збрињавање. Постоје контрадикторни докази о употреби пилула за спавање, укључујући барбитурате, као третман за болест.
Не постоји лек за ФФИ. Лечење је усмерено на лечење специфичних симптома који су очигледни код сваког појединца. Лечење може захтевати координиране напоре тима специјалиста. Неуролози, психијатри, психолози, специјалисти за бол, социјални радници и други здравствени радници можда ће морати систематски и свеобухватно планирати третман. Психосоцијална подршка за целу породицу је такође неопходна. Генетско саветовање се препоручује за погођене појединце и њихове породице.
Не постоје стандардизовани протоколи лечења или смернице за погођене појединце. Због реткости болести, не постоје испитивања лечења која су тестирана на великој групи пацијената. Различити третмани су пријављени у медицинској литератури као део појединачних извештаја о случајевима или малих серија пацијената. Испитивања лечења би била од велике помоћи да се утврди дугорочна безбедност и ефикасност специфичних лекова и третмана за особе са ФФИ.
Симптоматски третмани укључују лекове против напада (антиепилептике) или клоназепам за миоклонус. Погођеним појединцима може се саветовати да престану да узимају све лекове који погоршавају конфузију, памћење или несаницу.

## Епидемиологија
Године 1998. познато је да 40 породица носе ген за ФФИ широм света: осам немачких, пет италијанских, четири америчке, две француске, две аустралијске, две британске, једна јапанска и једна аустријска. У Баскији, Шпанија, 16 породичних случајева мутације 178Н виђено је између 1993. и 2005. у вези са две породице са заједничким претком у 18. веку. Године 2011, још једна породица је додата на листу када су истраживачи пронашли првог човека у Холандији са ФФИ. Иако је живео у Холандији 19 година, био је египћанског порекла. Друге прионске болести су сличне ФФИ и могле би бити повезане, али им недостаје мутација гена D178N.
Од 2016. године дијагностикована су 24 случаја спорадичне фаталне несанице. За разлику од ФФИ, оболели од сФИ немају мутацију D178N у PRNP-прионском гену; сви они имају различиту мутацију у истом гену што узрокује хомозиготност метионина на кодону 129. Ипак, присуство метионина уместо валина (Вал129) је оно што узрокује спорадичне облике болести. Циљање ове мутације је још једна стратегија која је предложена као могућа за лечење, или, надамо се, као лек за болест.

### Погођене популације
ФФИ је изузетно редак поремећај. Тачна инциденција и преваленција поремећаја је непозната. Спорадична форма ФФИ, позната као спорадична фатална несаница (СФИ), изузетно је ретка и описана је у медицинској литератури само код око две десетине људи. Колективно, прионски поремећаји погађају око 1 особу на милион људи у општој популацији годишње. Верује се да генетске прионске болести чине око 15% свих особа са прионским болестима. Пошто ретке болести често остају недијагностиковане или погрешно дијагностиковане, тешко је одредити њихову праву учесталост у општој популацији. ФФИ погађа мушкарце и жене у једнаком броју. Просечна старост почетка је 45-50 година, иако је описано да се поремећај јавља код појединаца у тинејџерским годинама и чак до 70-их година. ФФИ је описан у популацијама широм света.

## Истраживања
И даље са нејасном користи код људи, одређени број третмана је имао пробни успех у успоравању прогресије болести на животињским моделима, укључујући пентосан полисулфат, мепакрин и амфотерицин Б. Од 2016. године се спроводи студија која истражује доксициклин.
Године 2009. направљен је модел миша за ФФИ. Ови мишеви су експримирали хуманизовану верзију PRP протеина који такође садржи мутацију D178N ФФИ. Чини се да ови мишеви имају све мање и краће периоде непрекидног сна, оштећења у таламусу и рану смрт, слично као код људи са ФФИ.
The Prion Alliance основали су муж и жена Ерик Миникел и Соња Валаб након што је Валабовој мајци дијагностификована фатална болест. Они спроводе истраживања на Институту Броад како би развили терапију за људске прионске болести. Друга истраживачка интересовања укључују идентификацију биомаркера за праћење прогресије прионске болести код живих људи.